# 888 (число)
888 (восемьсот восемьдесят восемь) — натуральное число, расположенное между числами 887 и 889. Оно не является простым числом, а относительно последовательности простых чисел расположено между 887 и 889.

## Свойства и значение
Число 888 является чётным натуральным числом, которое представимо в виде произведения простых чисел 2 × 2 × 2 × 3 × 37. Оно является единственным числом, куб которого 700227072 в десятичной записи содержит всего три цифры, каждая из которых появляется три раза.
С точки зрения изопсефии число 888 считается числом Иисуса Христа, так как оно выводится из записи его имени на греческом языке суммированием всех цифр, соответствующих буквам греческого алфавита. Соответствие имени «Иисус» в греческой записи греч. ΙΗΣΟΥΣ числу 888 не случайно, так как греческое написание было получено из еврейского имени «Иегошуа» с помощью достаточно искусственной и грубой транслитерации. В зависимости от различных греческих текстов это число встречается как минимум семь раз в третьей и четвёртой главах Евангелия от Матфея. 
В китайской нумерологии число 888 считается числом удачи, так как состоит из чисел 8, которые, как верят, приносят успех.
Среди неонацистов число 888 может означать «Hail Happy Holocaust» (так как "Н" в латинском алфавите является 8 буквой) 